# 天埜冬景
天埜 冬景（あまの とうけい）は、日本のライトノベル作家。千葉県出身。

## 来歴
アミューズメントメディア総合学院ノベルス・シナリオ創作学科卒業。2012年、投稿作「白銀新生ゼストマーグ」で第8回MF文庫Jライトノベル新人賞最優秀賞を受賞し、同作を改稿・改題した「白銀の救世機（はくぎんのゼストマーグ）」で作家デビューした。

## 作品
- 『白銀の救世機』（『MF文庫J』イラスト：黒銀）
  1. 2012年12月25日発売 ISBN 978-4-8401-4941-9
  2. 2013年3月21日発売 ISBN 978-4-8401-5130-6
  3. 2013年7月25日発売 ISBN 978-4-8401-5243-3
- 『棄憶武装士』（『MF文庫J』イラスト：森山しじみ）
  1. 2015年1月22日発売 ISBN 978-4-04-067350-9
  2. 2015年4月24日発売 ISBN 978-4-04-067475-9